# Erich Pansold
Erich Pansold (* 17. August 1900 in Zwickau; † 4. Februar 1982 in Schwarzenberg) war ein deutscher Textildesigner.

## Leben und Werk
Pansolds Vater Fritz war Zeichner in der Textilindustrie. Pansold absolvierte von 1915 bis 1918 eine Lehre als Patroneur und Zeichner für Bobinet-Gewebe. Danach studierte er bis 1921 an der Staatlichen Kunstschule für Textilindustrie Plauen. 1922/1923 arbeitete er als Dekorations- und Werbemaler. Von 1923 bis 1928 war er Entwerfer für Bobinet-Gewebe bei der Lengenfelder Firma C. E. Baumgärtl & Sohn. Mit Otti Berger entwarf er die erste industriell umsetzbare Kollektion von Vorhangstoffen des Bauhauses. Der Textilgestalter Hans-Joachim Frohberg berichtete, dass Pansold auch die industrielle Fertigung einiger Entwürfe von Marianne Brandt umsetzte.
Unterbrochen von 1939 bis 1945 durch die Teilnahme am Zweiten Weltkrieg war Pansold von 1929 bis 1951 Atelierleiter des Unternehmens, das nach der Enteignung ab 1949 Gardinen-, Ausrüstungs- und Reinigungswerke Lengenfeld hieß. Der Betrieb produzierte vor allem Vorhangstoffe, Möbelstoffe und auch Stoffe für Flugzeuge. Nach dem Ende des Krieges gehörte Pansold in der Sowjetischen Besatzungszone, unter anderem neben Rudi Högner und Mart Stam, zu den wenigen Formgestaltern, die für die Serienproduktion entwarfen. Von 1951 bis 1970 leitete er das Atelier des VEB Gardinen- und Dekowerke Zwickau. Dabei entwickelte er bis 1957 den typisch glänzenden Dekostoff Noppe, von dem in der Folgezeit eine Million m² in den Export gingen. Er wurde dann Leiter des Zentralen Musterbüros der Vereinigung Volkseigener Betriebe (VVB) Baumwolle in Lengenfeld und dort für die gesamte Musterung des Großbetriebs VEB Plauener Gardine verantwortlich. Um 1960 experimentierte er mit Heinrich Mauersberger an Malimomaschinen. Er war einer der ersten, die mit dieser Technologie arbeiteten.
Pansold war, wie unter anderem Horst Michel, Franz Ehrlich, Ilse Decho, Margarethe Jahny und Friedrich Bundtzen, ein Vertreter der offiziellen Konzeption, dass die Produkte „funktionstüchtig, formschön und zweckmäßig“ sein sollten („Gute Form“).
Er war Mitglied des Verbands Bildender Künstler der DDR.

## Ehrungen
- 1959: Goldmedaille des Ministeriums für Kultur Für hervorragende Formgebung für Gebrauchsgegenstände
- 1980: Designpreis der DDR (für sein Gesamtschaffen)

## Ausstellungen (mutmaßlich unvollständig)
- 1958 bis 1968: Dresden, Vierte bis VI. Deutsche Kunstausstellung
- 1979: Berlin, Ausstellungszentrum am Fernsehturm („Kunst, Handwerk, Form, Gestaltung“)